# معركة الفاو (2003)
معركة الفاو وهي إحدى المعارك الأولى في حرب العراق، بدأت في 20 مارس/اذار واستمرت لأربعة ايام. وكان أحد الأهداف المبدئية لقوات التحالف هو الاستيلاء على منصات الغاز والنفط في شبه جزيرة الفاو قبل أن يمكن تخريبها أو تدميرها من قبل الجيش العراقي، شومن شان ذلك أن يحول دون وقوع كارثة إيكولوجية شبيهة بحرب الخليج 1991، وأن يسمح باستئناف أسرع للصادرات النفطية التي كانت حيوية لإعادة بناء العراق بعد الحرب.

## خلفية
كان الهدف الرئيسي للتحالف هو الاستيلاء على المجرى المائي خور عبد الله، الواقع في شبه جزيرة الفاو، وينبغي تأمينه واحتلاله بسرعة حتى يكون مفتوحًا أمام سفن الإغاثة لتقديم المساعدات الطارئة والمعدات. خلال حرب الخليج، قام العراق بزراعة المجرى المائي وشمال الخليج بالألغام، واشتبه قادة التحالف في أنهم سيفعلون نفس الشيء مرة أخرى، لذلك أرسل التحالف كاسحات ألغام لتطهير المناطق من الألغام.

## المعركة

### 20 مارس
بعد أيام من سوء الأحوال الجوية، تقرر شن الهجوم على شبه جزيرة الفاو في الساعة 22:00 بالتوقيت المحلي من يوم 20 مارس 2003. شنت المروحيات القتالية والطائرات القاذفة الأمريكية غارات قصيرة على المواقع العراقية المعروفة في شبه الجزيرة. وصلت قاذفات B-52 في الوقت المحدد وأسقطت قنابلها على الخنادق والتحصينات والمخابئ العراقية حول المنشآت النفطية. بعد خمس دقائق، وصلت طائرات A-10 لتدمير المدافع المضادة للطائرات، لكنها لم تتمكن من رؤية الأهداف بسبب سحابة الغبار الناتجة عن قنابل JDAM، فدخلت في نمط انتظار حتى انقشع الغبار. نفذت السرايا A وD من وحدات SEAL، بالإضافة إلى وحدات قوات خاصة أخرى، هجومًا على مقر الأمن الخاص وخطوط الأنابيب، وأسفر الاشتباك القصير عن مقتل جندي عراقي واحد وأسر 13 آخرين.
في الوقت نفسه، بدأت السرايا B وC عمليات إنزال جوي وبحري لتأمين المنصات النفطية والغازية في البحر. نفذ فريق القوارب الخاصة 22 إنزالًا لفريقي SEAL 8 و10 للسيطرة على منصة "ميناء البكر"، بينما استولى كوماندوز GROM البولنديون على منصة "خور العمية". تم أيضًا أسر 32 جنديًا عراقيًا. نُشرت بعد ذلك فرق إزالة المتفجرات على المنصات للبحث عن عبوات ناسفة أو شحنات تفجيرية وإزالتها. بعد تطهير المنصات من القوات العراقية والمتفجرات، وصلت وحدات الأمن البحري 311 و313 لتتولى السيطرة على المنشآت.
وجهت طائرة AC-130 طائرات شينوك التابعة لسلاح الجو الملكي البريطاني والتي تقل عناصر من الكوماندوز من "الكتيبة 40". نجح الإنزال، وتم تأمين مقر الأمن وخطوط الأنابيب. أثناء الهجوم على المباني، قتل الكوماندوز جنديين عراقيين. كانت المقاومة العراقية خفيفة؛ حيث تعرضت السرية D لإطلاق نار متقطع من أحد التحصينات العراقية، فقُصف الموقع بقنابل زنة 2000 و500 رطل من طائرات F-18، بالإضافة إلى قذائف 40مم و105مم من طائرة AC-130، ما أدى لتدميره. سلم عناصر SEAL الأسرى العراقيين إلى الكوماندوز، بينما تحركت قوة MSG إلى مدينة الفاو للسيطرة على مداخلها. اشتبكوا مع خندقين عراقيين ومركز حراسة، واستمر القتال ساعة كاملة، أسفر عن مقتل 8 جنود عراقيين وأسر 25 آخرين، بدعم من نيران AC-130. واصل العدو إطلاق قذائف الهاون من خنادق أخرى، لكن تم إسكاتها. في هذه الأثناء، اشتبكت السرايا B وA وD مع مواقع عراقية متعددة، ودمروا عدة خنادق ومواقع هاون دون خسائر. وأسر الكوماندوز أكثر من 200 جندي عراقي.
أُطلق هجوم ثانٍ من قبل "42 كوماندو" الساعة 22:25. سبق الهجوم قصف مدفعي وبحري من ثلاث بطاريات مدفعية بريطانية وواحدة أمريكية على جزيرة بوبيان، بالإضافة إلى السفن الحربية دعمت المروحيات الهجومية AH-1 كوبرا التابعة لمشاة البحرية الأمريكية العملية، ونفذت إنزالًا شمال مدينة الفاو ودمرت مدفعية عراقية.
لكن عملية الإنزال بدأت بشكل سيئ نتيجة لانخفاض الرؤية بسبب الحرائق والعواصف الرملية. تحطمت طائرة CH-46 أمريكية تقل مقر قوات الاستطلاع البريطانية، ما أدى إلى مقتل 7 من مشاة البحرية الملكية، وعنصر من البحرية الملكية، و4 طيارين من مشاة البحرية الأمريكية. نتيجة لانخفاض السحب، قرر قائد جناح الطيران الأمريكي إلغاء باقي الإنزالات. وتم إعادة تخطيط الإنزال باستخدام مروحيات Chinook وPuma البريطانية عند الفجر. تم الإنزال بعد تأخير 6 ساعات وعلى مناطق هبوط غير مؤمنة، لكن رغم ذلك أُنجزت كل الأهداف. أصبحت "42 كوماندو" أبعد وحدة متقدمة في شبه جزيرة الفاو، وتعرضت لنيران صديقة من مروحية كوبرا أمريكية دون وقوع إصابات.

### 21 مارس

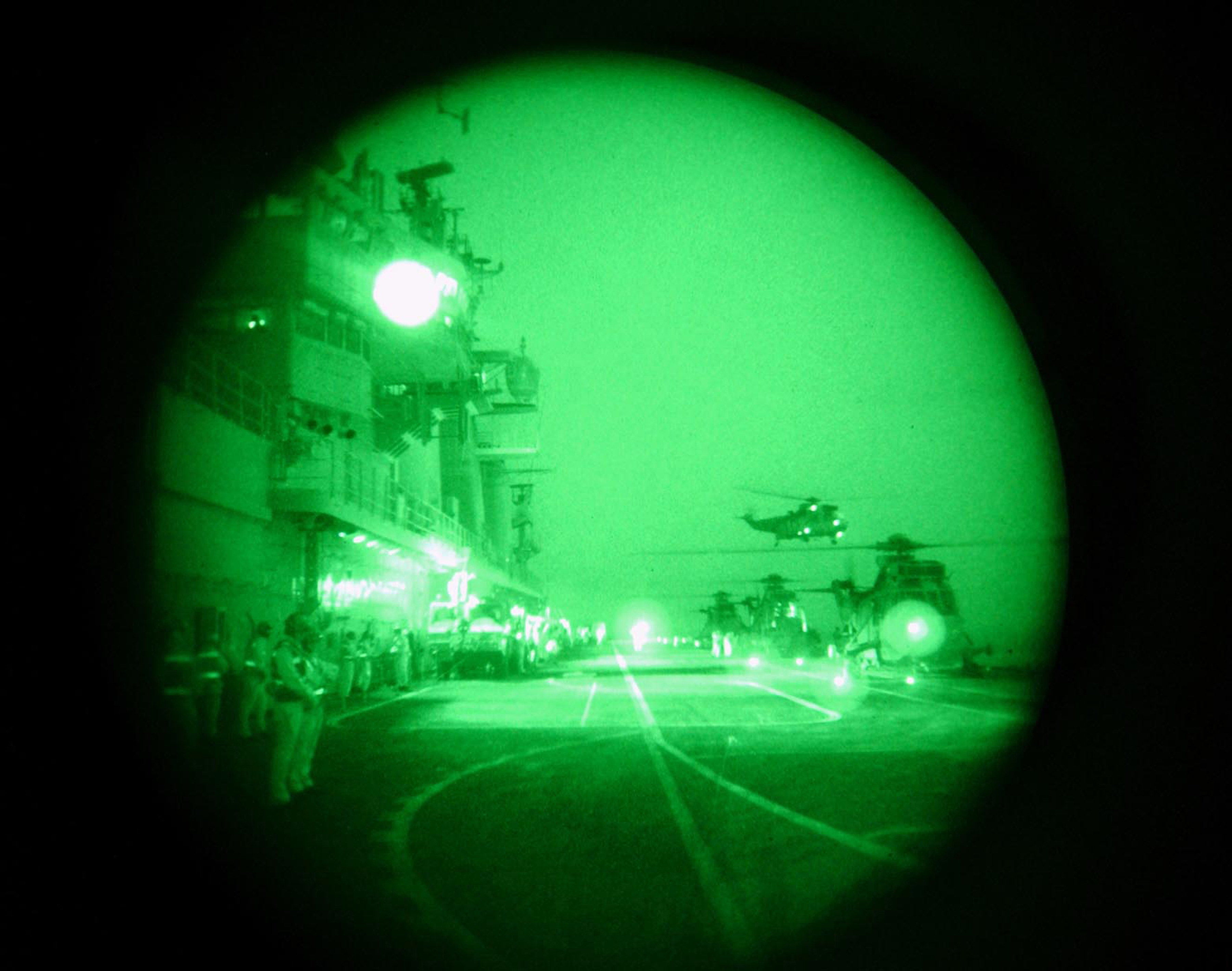
وحدات من مشاة البحرية الملكية تنزل من HMS Ark Royal في 21 مارس 2003 على شبه جزيرة الفاو

بعد ساعات من الإنزال، اقتربت مجموعة من الجنود العراقيين من مواقع الكوماندوز، فتصدت لهم رشاشات الكوماندوز وطائرة AC-130، وقتلوا جميعهم عدا واحدًا تم أسره. تقدمت السرية A نحو مدينة الفاو وأقامت مواقع حظر في الجنوب الشرقي، بينما قامت السرية D بتطهير ثكنات ومخابئ عراقية استنادًا إلى معلومات من سكان محليين. دخل 105 من أفراد السرية A إلى المدينة، وتعرضوا في منطقة نفايات شرقية للكمين، فردوا بإطلاق النار وقتلوا 7 عراقيين، ثم تعرضوا لنيران من حرس الحدود الإيرانيين. أوقفت السرية تقدمها وسط المدينة وتجهزت للهجوم ليلًا، وهاجمت مقرًا لحزب البعث وقتلت 7 من مقاتلي الفدائيين، وأسفر الاشتباك عن إصابة 3 من الكوماندوز، وفي الليل استسلم بقية مقاتلي الفدائيين والقوات العراقية.
هاجمت "42 كوماندو" عربات SUV تابعة لفدائيي صدام بنيران مدفعية، ودمرت عربتين. أثناء تقدمهم شمالًا، تعرضت السرية J لقصف مدفعي وهجوم من وحدة عراقية ودبابة T-55. أطلق حرس الحدود الإيرانيون النار عليهم أيضًا، ما دفع الكوماندوز لاستدعاء المدفعية البريطانية التي دمرت الدبابة والقوات المهاجمة.
توقفت خطط إنزال الدروع البريطانية عبر الوسائط البرمائية بعد أن اكتشف المهندسون الملكيون البريطانيون ألغامًا واسعة على شواطئ الفاو، ما شكل خطرًا على وسائط الإنزال البحرية الأمريكية التي تحمل دبابات FV107 Scimitar. تم إنزال 12 دبابة "سكيميتار" تابعة لفوج "حرس التنين الملكي" مجددًا في الكويت، ومرت عبر الممر المائي شمال أم قصر بعد تأخير 24 ساعة.

### 22 مارس
استمرت اشتباكات متفرقة مع عناصر فدائيي صدام حول أم قصر. كما اصطدمت مروحيتان من نوع "سي كينغ" تابعتان للبحرية الملكية البريطانية، مما أسفر عن مقتل 7 أفراد. وصلت سفينة إنزال أمريكية من طراز "Mechanicsville" لتعزيز القوات. ساعد مشاة البحرية ووحدات الأمن البحري في تأمين الشاطئ للإنزال. واجه الإنزال مقاومة طفيفة تخللها نيران قناصة، حيث كانت أغلب القوات قد توغلت بالفعل في الداخل.

### 23 مارس
حققت الوحدة 15 من مشاة البحرية الأمريكية (والتي خلفتها لاحقًا "42 كوماندو") أهدافها الرئيسية في تأمين أم قصر قبل الموعد المحدد، خلال 48 ساعة من عبور الحدود العراقية. ثم تقدمت شمالًا على الضفة الغربية من ممر خور عبد الله، حيث واجهت مقاومة عنيفة من فدائيي صدام.

### 24 مارس
كُلفت الكتيبة 40 كوماندو بالتقدم على طول شبه جزيرة الفاو نحو البصرة في عملية سميت "عملية ليا". انضمت 14 دبابة "تشالنجر 2" من السرب C، فوج "الفرسان الملكيين الإسكتلنديين"، إلى الكوماندوز وقوات الاستطلاع، وسلكت القوات طريق "الطريق السريع 6" بينما أقامت وحدات أخرى نقاط مراقبة. كان الطريق تحت حراسة وحدات عراقية من الفرقة المدرعة السادسة، الفرقة 18 مشاة، والفرقة 51 الميكانيكية مع حوالي 220–250 دبابة. رصدت مواقع الاستطلاع المتقدمة تحركات دفاعية عراقية، وتعرضت إحدى الدوريات لنيران من دبابة T-55، لكن دبابة Challenger 2 دمرتها بقذيفة خارقة للدروع.
حاولت فرقة مدرعة عراقية شن هجوم مضاد على الفاو مؤلفة من 60 دبابة T-55. أطلقت وحدة من 4 دبابات نيرانها، لكن تمت مهاجمتها من طائرات A-10 التي دمرتها. طوال اليوم، تعرضت دبابات وحدة C لهجمات متكررة من دبابات عراقية، واستدعت دعمًا من طائرات F-18 وA-10. نُقلت السرية A بمروحيات Sea King إلى موقع أمامي لحماية بطارية 8 من الكتيبة 29، مدفعية الكوماندوز الملكية، خلال تحركها لمدى إطلاق النيران. تم تدمير أكثر من 20 دبابة T-55 بواسطة المدفعية والغارات الجوية وهجمات الكوماندوز، وتراجعت القوات العراقية المتبقية نحو البصرة. تولت "42 كوماندو" مهام "الوحدة 15 من مشاة البحرية الأمريكية" في أم قصر.
مع تأمين طريق أم قصر ووقوع شبه جزيرة الفاو تحت سيطرة التحالف، أُتيح لـاللواء المدرع السابع البريطاني التقدم نحو البصرة، وللقوات الأمريكية التقدم نحو بغداد دون تهديد الالتفاف عبر الفاو من قبل القوات العراقية.

## وصلات خارجية
- OIF Second Night: SEAL Assault on the GOPLATs